# الصادق المقدم
الصادق المقدم (24 أفريل 1914 - سبتمبر 1993)، طبيب وسياسي تونسي تولى حقيبة الخارجية ورئاسة مجلس الأمة في عهد الرئيس الحبيب بورقيبة. نشط في شبابه في الشبيبة المدرسية التي تولى رئاستها كما ترأس جمعية المصائف والجولات من سنة ١٩٤٨ تاى سنة ١٩٦٣ وإنضم إلى جمعية طلبة شمال أفريقيا المسلمين. تولى في بداية الخمسينات قيادة الديوان السياسي للحزب الحر الدستوري الجديد صحبة فرحات حشاد قبل أن يعتقل ويقع نفيه إلى محتشد تطاوين صحبة عدة دستوريين من أبرزهم الهادي شاكر والطيب المهيري. عام 1955 عين كوزير للصحة في وزارة الطاهر بن عمار الثانية.

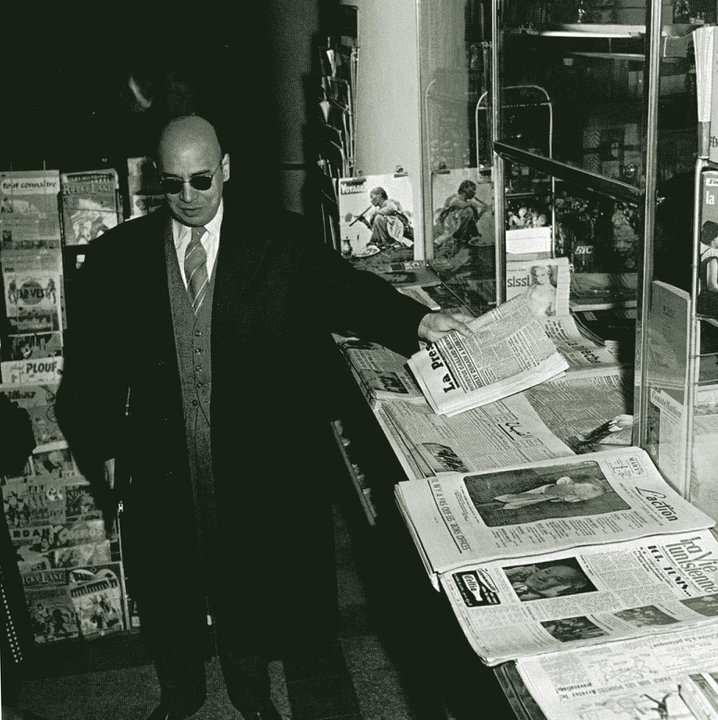
الصادق المقدم في مطار تونس قرطاج سنة 1958.

بعد الاستقلال أنتخب كنائب في المجلس القومي التأسيسي وعين كسفير في القاهرة. عين في 29 جويلية 1957 كاتبا للدولة للشؤون الخارجية  واستمر في منصبه إلى 29 أوت 1962، وقد لعب صحبة المنجي سليم دورا دبلوماسيا هاما أثناء أحداث بنزرت. أنتخب عام 1964 رئيسا لمجلس الأمة خلفا لجلولي فارس وبقي في المنصب إلى 1981. في 8 جوان 1970 عين كأحد أعضاء اللجنة العليا للحزب الاشتراكي الدستوري التي عوضت الديوان السياسي، وفي 23 جوان 1970 كلف بخطة مدير الحزب  بمساعدة محمد بن عمارة ومحمود شرشور، إلا أنه لم يستمر فيها إلا أقل من 5 أشهر وعوض في نوفمبر ببن عمارة. سمي باسمه المستشفى الجهوي بحومة السوق بجربة ونهج في ضاحية الزهراء.
| سبقه الحبيب بورقيبة | وزير خارجية (تونس) 1957- 1962 | تبعه المنجي سليم |